# Pierce (Nebraska)
Pour les articles homonymes, voir Pierce.
Pierce est une ville américaine située dans l'État du Nebraska. Elle est le siège du comté de Pierce, et comme ce dernier, a été nommée en l'honneur du 14e président des États-Unis, Franklin Pierce. Elle comptait 1 767 habitants lors du recensement de 2010.

## Histoire
Pierce a été fondée en 1871.